# Corvus Corax (band)
 For alternative betydninger, se Corvus Corax. (Se også artikler, som begynder med Corvus Corax)
Corvus Corax er et tysk band, der spiller i genren neo-middelalder, en slags nutidig middelaldermusik. Navnet Corvus Corax er den latinske betegnelse for fuglen ravn. Bandet blev dannet i 1989 af Castus Rabensang, Wim (Venustus) og Meister Selbfried i Østtyskland. Bandet benytter ofte sækkepibe som soloinstrument. Deres liveoptrædener tiltrækker sig opmærksomhed på grund af musikernes bizarre udseende; letpåklædte i mærkværdige gevandter, der ligner primitive stammepåklædninger og med en del tatoveringer.
For nuværende (2013) består bandet af syv medlemmer: Castus Rabensang ("Castus Ravnesang"), Panpeter, Norri, Hatz ("jagt"), Steve, Vit and Wim (Venustus). I maj 2005 forlod Meister Selbfried, en af grundlæggerne af Corvus Corax, bandet for at koncentrere sig om Corvus Corax' eget pladeselskab Pica Records.[kilde mangler]

## Diskografi

### Albums
- Ante Casu Peccati (1989)
- Congregatio (1990)
- Inter Deum Et Diabolum Semper Musica Est (1993)
- Tritonus (1995)
- Live auf dem Wäscherschloß (1998)
- Viator (1998)
- Tempi Antiquii (1999, opsamlingsalbum)
- Mille Anni Passi Sunt (2000 - limited edition med 2.000 udgaver udgivet som 'MM')
- In Electronica Remixe (2000)
- Seikilos (2002)
- Gaudia Vite (2003, live)
- Best of Corvus Corax (2005)
- Cantus Buranus (2005)
- Cantus Buranus Live in Berlin (2006)
- Venus Vina Musica (2006)
- Kaltenberg anno MMVII (2007)
- Cantus Buranus II (udgivet 1. august 2008.)
- Cantus Buranus--Das Orgelwerk (udgivet 5. december 2008)
- Live in Berlin (udgivet juli 2009)
- Sverker (2011)

### EPs/Singler
- Tanzwut EP (1996)
- Corvus Corax erzählen Märchen aus alter Zeit EP (2000)
- Hymnus Cantica CDS (2002)

### DVD/Video
- Gaudia Vite Live DVD - USA Edition (2006)
- Cantus Buranus Live in Berlin DVD (2006)
- Corvus Corax Live in Berlin - Passionskirche DVD (2009)
- Cantus Buranus Live in München DVD (2010)